# 雷塔 (阿肯色州)
雷塔（英語：Retta）是位於美國阿肯色州波普縣的一個非建制地區。該地的面積和人口皆未知。

## 地理
雷塔的座標為35°31′00″N 92°56′57″W / 35.51667°N 92.94917°W，而該地的平均海拔高度為206米（即676英尺）。